# Mónica Puig
Mónica Puig Marchán (Hato Rey, San Juan, 27 de setembro de 1993) é uma ex-tenista profissional portorriquenha. Foi a primeira atleta da história de seu país a conquistar uma medalha de ouro nos Jogos Olímpicos, feito no evento de simples feminino, em 2016. Também é tricampeã dos Jogos Centro-Americanos e do Caribe, além medalha de prata e bronze nos Jogos Pan-Americanos.
Profissionalizou-se em 2010, venceu dois títulos WTA e seis ITF, ambos em simples. Em 26 de setembro de 2016, chegou a 27 do mundo, seu melhor ranking de simples. Em 25 de maio de 2015, esteve na 210ª posição, sua melhor em duplas. Anunciou a aposentadoria como tenista tem 14 de junho de 2022, depois de passar os últimos anos com lesões e se submetendo a quatro cirurgias.
Nos Jogos Olímpicos de Verão de 2016, Puig levou o ouro; a nona medalha na história de Porto Rico nos Jogos. Com o feito, tornou-se a primeira campeã latino-americana na modalidade e a única não cabeça de chave a conquistar o ouro desde a reintrodução do tênis nos Jogos, em 1988. Durante sua carreira, derrotou várias jogadoras top 10, como Sarra Errani, Caroline Garcia, Angelique Kerber, Garbiñe Mugurza, Aryna Sabalenka e Caroline Wozniacki.

## Finais

### Circuito WTA

#### Simples: 4 (2 títulos, 2 vices)
| Status                   | V–D                      | Torneio                                                | Categoria                     | Adversária            | Resultado     |
| Data                     | Data                     | Cidade/país                                            | Piso                          | Adversária            | Resultado     |
| ------------------------ | ------------------------ | ------------------------------------------------------ | ----------------------------- | --------------------- | ------------- |
| Vice (2–2) 21 Out 2017   | Vice (2–2) 21 Out 2017   | BGL BNP Paribas Luxembourg Open Luxemburgo, Luxemburgo | WTA International duro (c)    | Carina Witthöft       | 3–6, 5–7      |
| Campeã (2–1) 13 Ago 2016 | Campeã (2–1) 13 Ago 2016 | Jogos Olímpicos Rio de Janeiro, Brasil                 | Jogos Olímpicos de Verão duro | Angelique Kerber      | 6–4, 4–6, 6–1 |
| Vice (1–1) 10 Jan 2016   | Vice (1–1) 10 Jan 2016   | Apia International Sydney Sydney, Austrália            | WTA Premier duro              | Svetlana Kuznetsova   | 0–6, 2–6      |
| Campeã (1–0) 24 Mai 2014 | Campeã (1–0) 24 Mai 2014 | Internationaux de Strasbourg Estrasburgo, França       | WTA International saibro      | Sílvia Soler Espinosa | 6–4, 6–3      |